# 联合国安全理事会第1160号决议
1998年3月31日通过的联合国安全理事会第1160号决议，在注意到科索沃局势之后，安理会根据《联合国宪章》第七章采取行动，对南斯拉夫联邦共和国实行武器禁运和经济制裁，希望结束政府过度使用武力的情况。
一些国家建议对塞尔维亚和黑山，包括科索沃实行全面的武器禁运。安理会谴责塞尔维亚警察对和平示威者使用的暴力，以及科索沃解放军的恐怖行为。
敦促南斯拉夫寻求冲突的政治解决办法，同时要求科索瓦阿尔巴尼亚人谴责一切恐怖主义行动，并通过和平手段追求其目标。有人指出，避免进一步暴力的唯一办法是让科索沃阿尔巴尼亚族享有真正的政治进程和有意义的自治和自决的前景。
安理会根据第七章采取行动，对塞尔维亚和黑山实行了武器禁运，并设立了一个委员会来监测禁运的执行情况和提出改进建议。如果在秘书长科菲·安南、欧洲安全与合作组织、联系小组和欧洲联盟的报告中指出塞尔维亚和黑山已经开始对话，撤回其警察部队，允许进入人道主义援助机构，并接受欧安组织和联合国难民事务高级专员派往该地区的特派团，这些措施将得到修订。
该决议最后要求前前南斯拉夫问题国际刑事法庭的检察官开始收集关于侵犯人权行为的资料，并申明如果没有建设性进展，将采取进一步措施。武器禁运最终根据第1367号决议解除。
第1160号决议以14票对0票通过，中国一票弃权，中国认为这是他国内政，不应该干涉。

## 后果
科索沃核查团试图核查第1160号决议的遵守情况。该决议被无视：
联合国安理会第1160号决议于3月31日对贝尔格莱德实施经济制裁，克林顿也冻结了南斯拉夫在美国的资产。但是随着春天和夏天到来，屠杀不减反增，至少25万阿尔巴尼亚人暂时无家可归。
北约随后计划武力干预。